# Jean Charles Prestat
Pour les articles homonymes, voir Prestat.
Jean Charles Prestat, né le 21 octobre 1760 à Villefranche-de-Rouergue (Aveyron) au 41,rue Marcellin Fabre, mort au faubourg du Fond de Givonne à Sedan le 15 mai 1843 à Sedan (Ardennes), est un Général français de la Révolution et de l’Empire. 
Fils de François Prestat, marchand, et d’Anne Féral. Baptisé par le curé Jean Mauvel, en la collégiale Notre-Dame de Villefranche de Rouergue, le 22 octobre 1760. Parrain : Jean Féral. Marraine : Jeanne Roques. Marié à demoiselle Wyric, de Sedan.

## États de service
Il entre en service le 1er novembre 1779, dans le régiment de Forez, et il obtient son congé le 13 octobre 1786.
Il reprend du service le 25 juillet 1789, en tant que capitaine dans la Garde nationale de Sedan, et il est élu chef de bataillon le 16 mai 1792. Le 23 mai 1793, il est nommé chef du 16e bataillon d’infanterie légère, et il se distingue à la bataille de Wattignies le 16 octobre 1793.
Il est promu général de brigade le 27 janvier 1794, et il prend le commandement de Rocroi, puis de Sedan en mars 1794. Commandant de Philippeville le 21 mai 1794, il est blessé à la bataille de Fleurus le 26 juin 1794, et le 2 juillet suivant il est affecté à l’armée de Sambre-et-Meuse. Commandant de Givet en octobre, il participe au siège de Luxembourg en novembre, avant de prendre le commandement de Montmédy le 17 décembre 1794. Le 13 juin 1795, il n’est pas compris dans la réorganisation des états-majors, et il est mis en non activité.
Le 8 août 1799, il reprend du service comme commandant du bataillon auxiliaire des Ardennes, avant de prendre le commandement de la 21e demi-brigade d’infanterie le 16 avril 1800. Le 22 novembre 1800, il est investi du gouvernement de Francfort par le Général Pierre Augereau, et le 18 janvier 1801, il est mis en congé de réforme. Il est admis à la retraite le 6 juin 1811. 
Il meurt le 15 mai 1843 à Sedan.

## Campagnes
Armée des Ardennes : 1793-1794.
Armée de Sambre-et-Meuse : 1794-1795.
Armée gallo-batave : 1800-1801.

## Services militaires
Régiment Forez infanterie (devenu le 14e régiment d’infanterie en 1791) :
Soldat (engagé volontaire) le 1er novembre 1779.
Grenadier le 17 février 1780.
Caporal le 20 août 1784.
Sergent le 1er mai 1785.
Fourrier le 25 octobre 1785.
En congé le 30 octobre 1786.
Garde Nationale de Sedan :
Capitaine le 25 juillet 1789.
Chasseurs volontaires de Sedan :
Capitaine le 10 octobre 1792.
16e bataillon de chasseurs (devenu 16e demi-brigade d’infanterie légère en 1794) :
Lieutenant-colonel en 2e le 21 mai 1793.
Division du général Mayer :
Général commandant la 1re brigade d’infanterie le 27 janvier 1794.
Non compris dans le travail de réorganisation des états-majors le 13 juin 1795.
A cessé ses fonctions le 18 juillet 1795.
Bataillon auxiliaire des Ardennes :
Chef de bataillon le 18 août 1799.
21e demi-brigade de ligne :
Chef de brigade le 16 avril 1800.
Commandant la place de Francfort (1800).
Admis au traitement de réforme de 2 000 F le 18 janvier 1801.
A obtenu une solde de retraite de 1 227 F pour 14 ans 7 mois 12 jours de services + 7 ans 7 mois 26 jours de campagnes soit un total général de 22 ans 3 mois 8 jours, le 6 juin 1811.

## Batailles et combats
Jean Charles Prestat s’est distingué à la bataille Wattignies et à la levée du blocus de Maubeuge (16-18 octobre 1793), à la bataille de Fleurus (26 juin 1794) et à la prise de Namur (16 juillet 1794)
A servi à la défense des places de Rocroi, Mariembourg, Philippeville, Givet, Charlemont, Mézières, Sedan, Verdun, Montmédy et au siège de Luxembourg (1794).

## Blessures de guerre
Blessé à la bataille de Fleurus le 26 juin 1794.

## Actions d'éclats
Attestation des officiers municipaux de la ville de Namur (Belgique) du 24 juillet 1794 :
« Lors de la reddition de notre ville aux troupes de la République française, nous en avons remis les clefs, sur le parapet du rempart, au général Prestat qui, étant accompagné des citoyens Vallabrègue, son aide de camp, et Lebreton, adjoint à l’état-major, s’étaient introduits dans la place en escaladant les fortifications, et, aidés ensuite des patriotes namurois, ont, après avoir désarmé les troupes impériales, fait débarricader les portes, et les ont ouvertes à leurs troupes qui étaient dans l’avenue de Bruxelles ; ce que nous attestons en faveur  de la vérité ».
Rapport du général de division Mayer du .. juillet 1794 :
« Le général de brigade Prestat, attaché à notre division depuis le 28 prairial an II (16 juin 1794), n’a cessé de se distinguer par son zèle, sa bravoure et son courage vraiment héroïque ; il a, dans toutes les occasions, montré la plus grande intelligence et développé des talents militaires peu communs. Dans la journée du 8 messidor (26 juin 1794), à Fleurus, où il commandait la droite de la division, il a bravé les plus grands dangers pour soutenir et encourager les troupes qu’il commandait ; il s’est comporté en général déterminé à vaincre ou à mourir. L’on doit à son sang-froid, à sa valeur et à ses sages manœuvres une partie des brillants succès des journées des 18 et 19 du même mois (6 et 7 juillet 1794). »

## Hommage

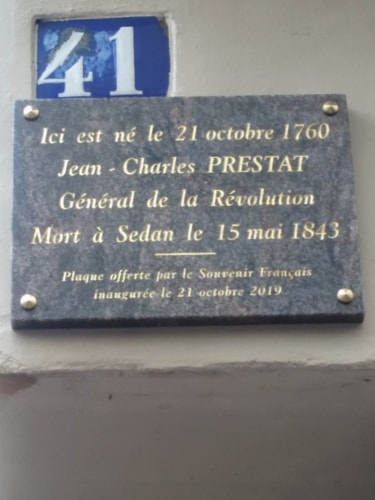
Plaque apposée sur la façade de la maison natale du Général Prestat.

À l'initiative du lieutenant (r.c) Florian Thompson, le Souvenir Français de Villefranche de Rouergue a fait apposer une plaque commémorant la naissance du Général Jean-Charles Prestat le 21 octobre 2019. Cette plaque est fixée sur la façade de sa maison natale au 41, rue Marcellin Fabre à Villefranche de Rouergue (actuelle bijouterie Di Bacco).
L'inscription : 
" Ici est né le 21 octobre 1760
Jean Charles Prestat
Général de la Révolution
Mort le 15 mai 1843
Plaque offerte par le Souvenir Français inaugurée le 21 octobre 2019 "

## Sources
- (en) « Generals Who Served in the French Army during the Period 1789 - 1814: Eberle to Exelmans ».
- Thierry Pouliquen, « Les généraux français et étrangers ayant servis [sic] dans la Grande Armée » (consulté le 17 octobre 2014).
- Ordres équestres: Documents sur les Ordres du Temple et de Saint-Jean de Jérusalem en Rouergue, imprimerie R.Natery, Rodez, 1861, p. 447.
- (pl) « Napoléon.org.pl ».
- Côte S.H.A.T.: 8 YD 437.
- Henri Affre, Biographie aveyronnaise, imprimerie H. de Broca, Rodez, 1881, p. 299.
- Georges Six, Dictionnaire biographique des généraux & amiraux français de la Révolution et de l'Empire (1792-1814), Paris : Librairie G. Saffroy, 1934, 2 vol., p. 330.
- Acte d'archives départementales de l’Aveyron à Rodez : 4 E 300-3 : Acte de baptême de la paroisse Notre-Dame de Villefranche-de-Rouergue du 22 octobre 1760.
- in 12 1773 : « Biographies aveyronnaises – Le général Prestat » (p. 447 à 452) par L. Guirondet (1861).  Usuel 4539 : « Biographie aveyronnaise – Prestat (Jean Charles) » (p. 299 et 300) par Henri Affre (1881).
- Bibliothèque historique de Raymond Duplan à Rodez (Aveyron) :  « Dictionnaire biographique des généraux et amiraux français de la Révolution et de l’Empire (1792-1814) », tome II, page 330, par Georges Six (1934).  « Les campagnes de la Première République » par Paul Gaffarel (1883).  « Les guerres de la Révolution, 1792-1799 » par Jean Tranié (2000).
- http://www2.culture.gouv.fr/public/mistral/leonore_fr?ACTION=CHERCHER&FIELD_1=NOM&VALUE_1=PRESTAT.
- Service historique de la Défense à Vincennes (Val-de-Marne) : 8 YD 437 : dossier du général de brigade Prestat Jean-Charles.
- Etats de services réalisés par le lieutenant de gendarmerie Raymond Duplan « Dossier Prestat au Service Historiques de la Défense à Vincennes »